# Cornelia Neudert
Cornelia Neudert (* 1976 in Eichstätt) ist eine deutsche Kinderbuch- und Hörspiel-Autorin.

## Leben
Cornelia Neudert studierte nach dem Abitur am Eichstätter Gabrieli-Gymnasium deutsche und englische Literaturwissenschaft sowie Kunstgeschichte in München. Seit 1997 ist sie beim Bayerischen Rundfunk als Autorin für Hörspiele und Rätsel beim Radioprogramm für Kinder. 2002 erschien ihr erstes Kinderbuch und 2003 zog sie nach Freising. Zu ihren Büchern gehören zahlreiche Bände für Leseanfänger bei Ravensburger. Neben ihren eigenen Werken ist sie auch Co-Autorin für die Buchreihe Lauras Stern.
Für das BR-Hörspiel Der Dschinn aus dem Ring wurde sie 2010 mit dem Deutschen Kinderhörspielpreis ausgezeichnet.